# Cầu Đại Đồng
Cầu Đại Đồng là cây cầu bắc qua sông Đại Đồng ở thủ đô Bình Nhưỡng, Triều Tiên.
Cây cầu do người Nhật xây dựng và hoàn thành vào năm 1905. Đây là một trong hai phương tiện để kết nối hai bên bờ Đông-Tây của sông Đại Đồng, đây là cây cầu lâu đời nhất của Bình Nhưỡng cùng với cầu Yanggak, cũng được xây dựng cùng năm.
1988 ở bên dưới chân của cây cầu
Cây cầu đã bị phá hủy bởi tác động chủ yếu là do Chiến tranh Triều Tiên. Sau cuộc xâm lược của quân đội Trung Quốc vào mùa đông năm 1950, hàng ngàn dân thường phải chạy đến đống đổ nát của cây cầu để qua bên kia sông và kết quả là một số người đã thiệt mạng. Sự kiện này được nhiếp ảnh gia Max Desfor của Associated Press chụp lại vào ngày 5 tháng 12 năm 1950 với tựa đề Chuyến bay của những người tị nạn qua Cây cầu Wrecked ở Triều Tiên, mà ông đã giành được Giải thưởng Nhiếp ảnh Pulitzer năm 1951.